# Capi di Stato dell'Islanda
Questa lista raccoglie i capi di Stato dell'Islanda, dall'indipendenza ad oggi.
L'Islanda divenne indipendente il 1º dicembre 1918, dopo aver siglato con la Danimarca, che governava l'isola sin dal 1380, l'Atto di Unione, che prevedeva che il Regno d'Islanda sarebbe stato in unione personale con il Regno di Danimarca. Il 17 giugno 1944, a seguito di un referendum, divenne una Repubblica parlamentare, con un presidente come capo di Stato cerimoniale; il primo fu Sveinn Björnsson, eletto dall'Althing. I suoi successori invece vennero eletti a suffragio universale.

## Re d'Islanda
| Re | Re | Re                      | Regno            | Regno          | Casa Reale                               |
| Re | Re | Re                      | Inizio           | Fine           | Casa Reale                               |
| -- | -- | ----------------------- | ---------------- | -------------- | ---------------------------------------- |
| 1  |    | Cristiano X (1870-1947) | 1º dicembre 1918 | 17 giugno 1944 | Schleswig-Holstein-Sonderburg-Glücksburg |

A causa dell'occupazione tedesca della Danimarca, il 10 aprile 1940 il Parlamento islandese scelse di prendere il controllo degli affari esteri, eleggendo un governatore provvisorio, Sveinn Björnsson, che divenne poi il primo presidente.

## Presidenti islandesi
| Presidente | Presidente | Presidente                            | Mandato        | Mandato         | Elezioni                               |
| Presidente | Presidente | Presidente                            | Inizio         | Fine            | Elezioni                               |
| ---------- | ---------- | ------------------------------------- | -------------- | --------------- | -------------------------------------- |
| 1          |            | Sveinn Björnsson (1881-1952)          | 17 giugno 1944 | 25 gennaio 1952 | 1944 1945 1949 (Nota: morto in carica) |
| 2          |            | Ásgeir Ásgeirsson (1894-1972)         | 1º agosto 1952 | 1º agosto 1968  | 1952 1956 1960 1964                    |
| 3          |            | Kristján Eldjárn (1916-1982)          | 1º agosto 1968 | 1º agosto 1980  | 1968 1972 1976                         |
| 4          |            | Vigdís Finnbogadóttir (1930- )        | 1º agosto 1980 | 1º agosto 1996  | 1980 1984 1988 1992                    |
| 5          |            | Ólafur Ragnar Grímsson (1943- )       | 1º agosto 1996 | 1º agosto 2016  | 1996 2000 2004 2008 2012               |
| 6          |            | Guðni Thorlacius Jóhannesson (1968- ) | 1º agosto 2016 | 1º agosto 2024  | 2016 2020                              |
| 7          |            | Halla Tómasdóttir (1968- )            | 1º agosto 2024 | in carica       | 2024                                   |

## Titolatura
| Stemma | Capo dello Stato                                           | Capo del Governo                                          | Periodo   |
| ------ | ---------------------------------------------------------- | --------------------------------------------------------- | --------- |
|        | Re dell'Islanda (IS) Konungur Íslands (DA) Konge af Island | Primo ministro dell'Islanda (IS) Forsætisráðherra Íslands | 1918-1944 |
|        | Presidente dell'Islanda (IS) Forseti Íslands               | Primo ministro dell'Islanda (IS) Forsætisráðherra Íslands | 1944-oggi |